# Dipseudopsis spinigera
Dipseudopsis spinigera är en nattsländeart som beskrevs av Georg Ulmer 1909. Dipseudopsis spinigera ingår i släktet Dipseudopsis och familjen Dipseudopsidae. Inga underarter finns listade i Catalogue of Life.